# Saturn Award du meilleur film d'animation image par image
Le Saturn Award du meilleur film d'animation image par image (Saturn Award for Best Stop Motion Animation) est une récompense cinématographique décernée en 1975 et 1976 par l'Académie des films de science-fiction, fantastique et horreur (Academy of Science Fiction Fantasy & Horror Films).

## Palmarès
Note : L'année indiquée est celle de la cérémonie, récompensant les films sortis au cours de l'année précédente.

### Années 1970
- 1975 : Ray Harryhausen pour Le Voyage fantastique de Sinbad
- 1976 : Jim Danforth